# Izumisano
Izumisano (泉佐野市?, Izumisano-shi) è una città giapponese della prefettura di Osaka.

## Amministrazione

### Gemellaggi
Izumisano è gemellata con:
- Shanghai, dal 1994 (con il Distretto di Xuhui)[1]